# Gabriele Knauer
Gabriele Knauer (* 12. Mai 1954 in Wismar) ist eine deutsche Romanistin und Hochschullehrerin.

## Leben und Wirken
Nach ihrer Reifeprüfung 1973 in Wernigerode studierte Gabriele Knauer von 1973 bis 1977 Französisch und Spanisch an der Universität Leipzig. Nach ihrer Diplomprüfung 1977 war sie dann bis 1981 Forschungsstudentin an der Universität Leipzig und promovierte 1982 bei Klaus Bochmann. Ab 1981 war sie an der Humboldt-Universität zu Berlin tätig, zunächst als wissenschaftliche Assistentin für die spanische Sprache. 1987 habilitierte sie sich dort und wurde dann Professorin für Romanische Sprachwissenschaften. Von 1992 bis 1993 hielt sie sich als Stipendiatin in Mexico City (El Colegio de México) auf.
Gabriele Knauer beschäftigt sich in ihren Veröffentlichungen vor allem mit der spanischen Sprache und ihrer Linguistik in Lateinamerika.

## Veröffentlichungen (Auswahl)
- (Hrsg., mit Hans-Otto Dill): Diálogo y conflicto de culturas. Estudios comparativos de procesos transculturales entre Europa y América Latin (= Studia Hispanica, Bd. 4). Vervuert, Frankfurt/M. 1993, ISBN 3-89354-454-2.
- Aspekte der Nähesprache im Vergleich. Katalanisch, Spanisch, Französisch und Deutsch. In: Giovanni Rovere (Hrsg.): Studien zum romanisch-deutschen Sprachvergleich (= Linguistische Arbeiten, Bd. 297). Niemeyer, Tübingen 1993, S. 89–101, ISBN 3-484-30297-6.
- Archaismus und/oder Sprachwandel durch Sprachkontakt.  Einige Fragen zur Variation der Morphologie und Syntax im Amerikaspanischen. In: Peter Cichon (Hrsg.): Das sprachliche Erbe des Kolonialismus in Afrika und Lateinamerika. Bestandsaufnahme und Perspektiven aus romanistischer Sicht. Ed. Praesens, Wien 1996, S. 116–134, ISBN 3-901126-93-7.
- Der Wortschatz des Französischen in Belgien im Spektrum von Sprachwandel und Sprachkonservativismus. In: Maren Huberty, Claudia Perlick (Hrsg.): Studia historica romanica. In honorem Johannes Klare (= Abhandlungen zur Sprache und Literatur, Bd. 90). Romanistischer Verlag, Bonn 1997, S. 245–268, ISBN 3-86143-060-6.
- Grundkurs Übersetzungswissenschaft Französisch. Klett, Stuttgart 1998, ISBN 3-12-939574-1.
- Der Subjuntivo im Spanischen Mexicos. Sein Wechselverhältnis zwischen Syntax, Semantik und interaktionalen Faktoren (= Beihefte zur Zeitschrift für romanische Philologie, Bd. 292). Niemeyer, Tübingen 1998, ISBN 3-484-52292-5 (= Habilitationsschrift Humboldt-Universität zu Berlin).
- Syntaktische Variation im Französischen der Gegenwart: Realität oder Fiktion? In: Peter Stein (Hrsg.): Frankophone Sprachvarietäten. Hommage à Daniel Baggioni de la part de ses "dalons". Stauffenburg-Verlag, Tübingen 2000, S. 275–296, ISBN 3-86057-719-0.
- (Hrsg.): Lateinamerikanische Linguistik. Zwei Bände (= Neue Romania, Bd. 25). Inst. für Romanische Philologie d. FU, Berlin 2002.
- Sprache und Identität der Hispanos in den USA. In: Ronald Daus (Hrsg.): 25 Jahre Neue Romania (= Neue Romania, Bd. 30).  Inst. für Roman. Philologie der Freien Univ., Berlin 2004, S. 179–201.
- (Hrsg.): Variación sintáctica en español. Un reto para las teorías de la sintaxis (= Linguistische Arbeiten, Bd. 484). Niemeyer, Tübingen 2005, ISBN 3-484-30494-4.
- (Hrsg.): Transgresiones cubanas. Cultura, literatura y lengua dentro y fuera de la isla. Vervuert, Frankfurt/M. 2006, ISBN 3-86527-268-1.
- (Hrsg. mit Ineke Phaf-Rheinberger): Caribbean worlds (= Bibliotheca Ibero-Americana, Bd. 177). Vervuert, Frankfurt/M. 2020, ISBN 978-84-9192-106-6.
- (Mithrsg.): La mirada glotopolitica, continuidad y renovación de la romanística (= Sprache, Mehrsprachigkeit und sozialer Wandel, Bd. 37). Lang,  Berlin 2022, ISBN 978-3-631-87846-0.